# شهرستان گاده
شهرستان گاده (به لاتین: Gadê County) یک منطقهٔ مسکونی در چین است که در ولایت خودمختار گولوگ تبتی واقع شده‌است.